# Motim naval grego de 1944

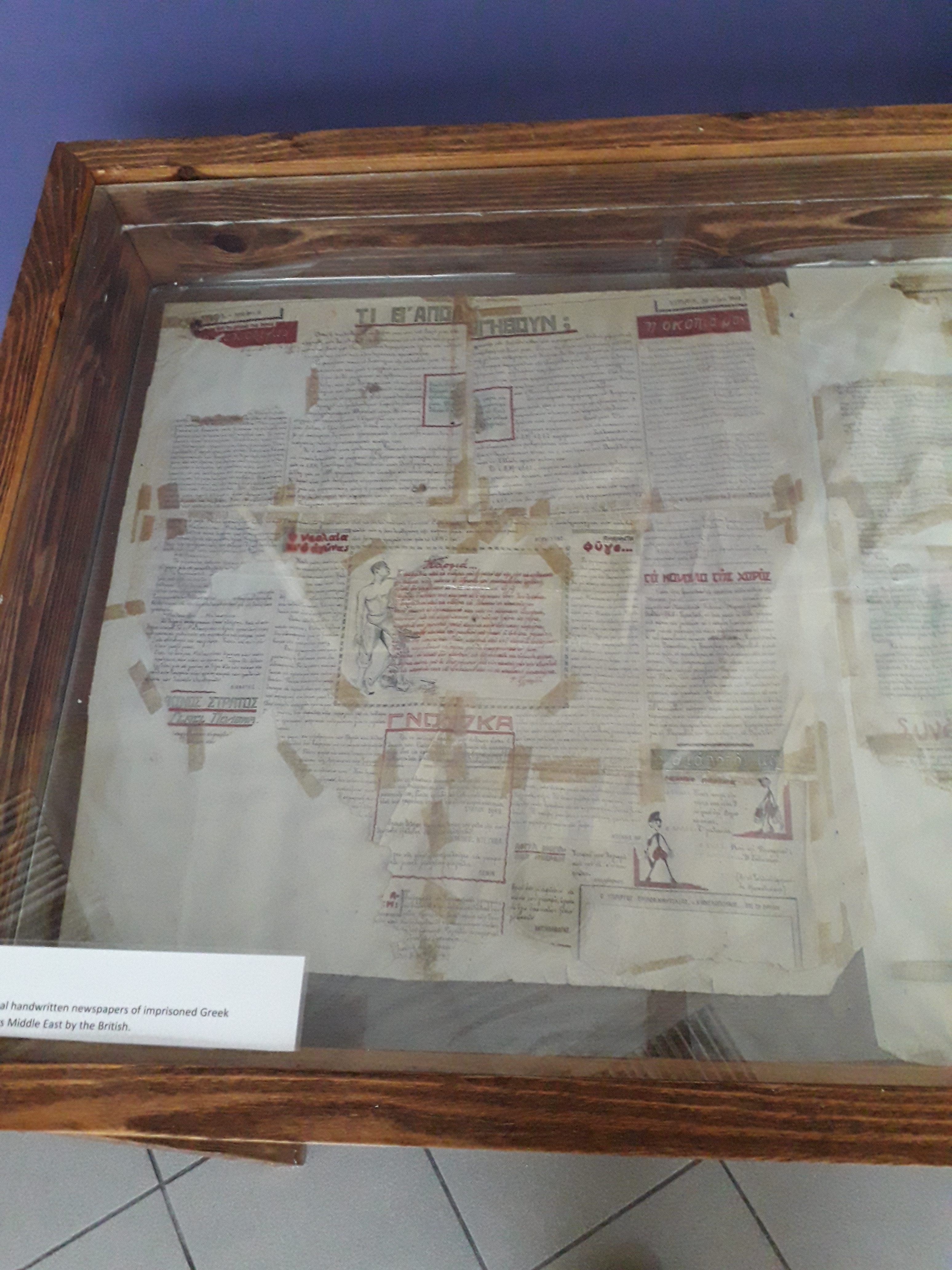
Foto de uma página sobre o Motim naval grego de 1944.

O Motim naval grego de 1944 foi uma revolta nos navios da Marinha Real Helénica que começou em abril de 1944, em defesa da inclusão da Frente de Libertação Nacional (EAM) no governo grego no exílio. Petros Voulgaris foi chamado da reforma e nomeado Vice-Almirante para acabar com a revolta.
A revolta começou em Alexandria.. Comissões Revolucionárias de Marinheiros foram formadas tanto nos barcos como nos estabelecimentos em terra a 4 de abril de 1944 .

## Barcos envolvidos
- Corveta Apostolis
- Corveta Sachtouris
- Contratorpedeiro Kriti
- Contratorpedeiro Ierax
- Contratorpedeiro Pindos